# Heinrich Görl
Heinrich Görl (* 22. Oktober 1936 in Bayreuth; † 24. Juni 2013 in Naumburg) war ein deutscher Jurist und Schriftsteller. Als Nachfolger von Jürgen Hoßfeld wurde er Generalstaatsanwalt in Naumburg (Saale), der Generalstaatsanwaltschaft von Sachsen-Anhalt.

## Leben
1956 begann Görl ein Studium der Rechtswissenschaften und legte 1962 die erste juristische Staatsprüfung in Erlangen ab. Nach der zweiten juristischen Staatsprüfung 1966 in München trat er als Gerichtsassessor in den Justizdienst des Landes Schleswig-Holstein ein. 1969 wurde der Jurist zum Staatsanwalt bei der Staatsanwaltschaft Flensburg ernannt. 1982 folgte die Ernennung zum Oberstaatsanwalt der Staatsanwaltschaft beim Schleswig-Holsteinischen Oberlandesgericht. 1991 wurde Görl zum Aufbau der Generalstaatsanwaltschaft nach Sachsen-Anhalt abgeordnet und dort zum Leitenden Oberstaatsanwalt und ständigen Vertreter des Generalstaatsanwalts Jürgen Hoßfeld bei der Generalstaatsanwaltschaft Naumburg ernannt. Er war maßgeblich an der Errichtung der landgerichtlichen Staatsanwaltschaften in Magdeburg, Halle, Dessau und Stendal sowie der Generalstaatsanwaltschaft Naumburg beteiligt, deren kommissarische Leitung er in den Jahren 2000 und 2001 bis zum Amtsantritt seines Nachfolgers Jürgen Konrad wahrnahm, bevor er mit Vollendung des 65. Lebensjahrs in den Ruhestand trat.

## Schaffen
Bereits vor seiner Pensionierung war Heinrich Görl literarisch tätig. In den Spuren seines Richterkollegen vom Oberlandesgericht Naumburg, Herbert Rosendorfer, dem er sein Buch Mondnacht widmete, verfasste er mehrere Werke, die sich auf humoristische oder fiktionale Weise mit der Strafjustiz zur Wendezeit beschäftigten. Sein Buch Der Pflanzen und der Liebe Gifte diente als literarische Vorlage für den gleichnamigen Kriminalfilm der Regisseurin Barbara Simon.

## Werke (Auswahl)
- Doch sass er am Volant. Basilisken-Presse im Verlag Natur & Text, Marburg an der Lahn 1990, ISBN 3-925347-11-9.
- Eine Kreisstaatsanwältin. Basilisken-Presse im Verlag Natur & Text, Marburg an der Lahn 1993, ISBN 3-925347-27-5.
- 10 Jahre Generalstaatsanwaltschaft Naumburg. Naumburg-Druck, Naumburg 2001.
- Mondnacht. Basilisken-Presse im Verlag Natur & Text, Marburg an der Lahn 2004, ISBN 3-925347-71-2.
- Der Pflanzen und der Liebe Gifte. Naumburg-Druck, Naumburg 2010.